# Danny Wilson (labdarúgó, 1991)
Daniel "Danny" Wilson (Livingston, 1991. december 27.) skót labdarúgó, a Heart of Midlothian játékosa hátvéd poszton. Korábban a Rangersben és az angol Liverpoolban is játszott.
A Rangers felnőttcsapatában  2009 októberében mutatkozott be, kilenc nappal később ő lett a legfiatalabb Rangers-játékos, aki szerepelt a Bajnokok Ligájában. A Rangersszel megnyerte a skót labdarúgó-bajnokságot, a skót kupát és a skót ligakupát.

## Pályafutása

### Rangers FC
Pályafutását a Rangers utánpótlás csapatánál kezdte. A felnőtt csapatban először a Dundee ellen játszott végig egy teljes mérkőzést a skót ligakupában. Alig egy héttel később már a Bajnokok Ligájában játszott az Unirea Urziceni ellen, 17 évesen és 312 naposan. Első gólját a Hearts ellen szerezte a Tynecastle Stadionban.
A 2010-es ligakupa-döntőben Kevin Thomson után Wilsont is kiállította a játékvezető, a Rangers mégis megnyerte a meccset.

### Liverpool FC
2010. július 21-én leigazolta a Liverpool 2 millió fontért.

### Válogatott
U17-es, U19-es, U21-es skót válogatott. A felnőtt csapatban 2010. november 16-án játszott először egy Feröer elleni barátságos találkozón, melyen ő szerezte az első gólt.

## Statisztika
Utoljára frissítve: 2013. január 12.
| Klub                      | Szezon  | SPL   | SPL   | Skót Kupa | Skót Kupa | Skót Ligakupa | Skót Ligakupa | UEFA  | UEFA | Egyéb | Egyéb | Összesen | Összesen |
| Klub                      | Szezon  | Meccs | Gól   | Meccs     | Gól       | Meccs         | Gól           | Meccs | Gól  | Meccs | Gól   | Meccs    | Gól      |
| ------------------------- | ------- | ----- | ----- | --------- | --------- | ------------- | ------------- | ----- | ---- | ----- | ----- | -------- | -------- |
| Rangers                   | 2009–10 | 14    | 1     | 6         | 0         | 4             | 0             | 2     | 0    | —     | —     | 26       | 1        |
| Klub                      | Szezon  | PL/CH | PL/CH | FA-kupa   | FA-kupa   | Ligakupa      | Ligakupa      | UEFA  | UEFA | Egyéb | Egyéb | Összesen | Összesen |
| Klub                      | Szezon  | Meccs | Gól   | Meccs     | Gól       | Meccs         | Gól           | Meccs | Gól  | Meccs | Gól   | Meccs    | Gól      |
| Liverpool                 | 2010–11 | 2     | 0     | 0         | 0         | 1             | 0             | 5     | 0    | —     | —     | 8        | 0        |
| Liverpool                 | 2011–12 | 0     | 0     | 0         | 0         | 1             | 0             | —     | —    | —     | —     | 1        | 0        |
| Blackpool (kölcsönben)    | 2011–12 | 6     | 0     | 4         | 0         | —             | —             | —     | —    | —     | —     | 10       | 0        |
| Liverpool                 | 2012–13 | 0     | 0     | 0         | 0         | 0             | 0             | 0     | 0    | —     | —     | 0        | 0        |
| Bristol City (kölcsönben) | 2012–13 | 1     | 0     | 0         | 0         | —             | —             | —     | —    | —     | —     | 1        | 0        |
| Összesen                  |         | 23    | 1     | 10        | 0         | 6             | 0             | 7     | 0    | —     | —     | 46       | 1        |

## Sikerei, díjai
Rangers FC
- Skót labdarúgó-bajnokság (első osztály): 2009–10
- Skót kupa: 2008–09
- Skót labdarúgó-ligakupa: 2009–10

Egyéni
- Az év  fiatal skót játékosa (Skót labdarúgó-szövetség szerint): 2010
- Az év  fiatal skót játékosa (skót sportújságírók szövetsége szerint): 2010